# Euphronia hirtelloides
Euphronia hirtelloides là một loài thực vật có hoa trong họ Euphroniaceae. Loài này được Mart. mô tả khoa học đầu tiên năm 1826.